# Fermeture (informatique)
Pour les articles homonymes, voir Closure et Fermeture.
Dans un langage de programmation, une fermeture ou clôture (closure en anglais) est une fonction accompagnée de son environnement lexical. L'environnement lexical d'une fonction est l'ensemble des variables non locales qu'elle a capturées, soit par valeur (c'est-à-dire par copie des valeurs des variables), soit par référence (c'est-à-dire par copie des adresses mémoires des variables). Une fermeture est donc créée, entre autres, lorsqu'une fonction est définie dans le corps d'une autre fonction et utilise des paramètres ou des variables locales de cette dernière.
Une fermeture peut être passée en argument d'une fonction dans l'environnement où elle a été créée (passée vers le bas) ou renvoyée comme valeur de retour (passée vers le haut). Dans ce cas, le problème posé alors par la fermeture est qu'elle fait référence à des données qui auraient typiquement été allouées sur la pile d'exécution et libérées à la sortie de l'environnement. Hors optimisations par le compilateur, le problème est généralement résolu par une allocation sur le tas de l'environnement.

## Exemples
La fonction interne ajoute10 a toujours accès à l'argument nombre, bien que l'appel à la fonction ajouteur soit terminé.

### ActionScript
En ActionScript :
```
var
 
ajouteur
 
=
 
function
(
nombre
)
 
{

    
function
 
ajoute
(
valeur
)
 
{

        
return
 
nombre
 
+
 
valeur
;

    
}

    
return
 
ajoute
;

}

var
 
ajoute10
 
=
 
ajouteur
(
10
);

ajoute10
(
1
);

```

### C++
Depuis C++11 :
```
int
 
main
()
 
{

    
auto
 
ajouteur
 
=
 
[](
int
 
i
)
 
{

        
return
 
([
=
](
int
 
j
)
 
->
 
int
 
{

            
return
 
i
 
+
 
j
;

        
});

    
};

    
auto
 
ajoute_10
 
=
 
ajouteur
(
10
);

    
ajoute_10
(
1
);
 
// renvoie 10+1 ce qui fait 11

    
return
 
0
;

}

```

Avant C++11, le concept de clôture pouvait être implémenté avec des structures :
```
#include
 
<iostream>

struct
 
Ajouteur
 
{

    
int
 
n
;

    
Ajouteur
(
int
 
val
)
:
 
n
(
val
)
 
{}

    
int
 
operator
 
()(
int
 
rhs
)
 
{

	    
return
 
n
 
+
 
rhs
;

    
}

};

// version utilisant les templates, en supposant que le paramètre 'val' est connu à la compilation

// si ce n'est pas le cas, les templates sont inutiles et l'autre version est la seule possible

template
<
int
 
n
>

struct
 
AjouteurT
 
{

    
int
 
operator
 
()(
int
 
rhs
)
 
{

        
return
 
n
 
+
 
rhs
;

    
}

};

int
 
main
(
void
)
 
{

	
Ajouteur
 
ajoute10
(
10
);

	
std
::
cout
 
<<
 
ajoute10
(
2
)
 
<<
 
std
::
endl
;

    
// si les optimisations sont désactivées, calcule 12 en additionnant deux variables

	
AjouteurT
<
5
>
 
ajoute5
;

	
std
::
cout
 
<<
 
ajoute5
(
1
)
 
<<
 
std
::
endl
;

    
// si les optimisations sont désactivées, calcule 6 en additionnant une constante (5) avec une variable

	
return
 
0
;

}

```

D'une manière générale, les templates permettent, en plus d'une écriture allégée dans certains cas bien spécifiques, de propager explicitement les constantes, et donc de certifier au compilateur que certains calculs peuvent et doivent être faits dès la compilation sans inquiétude de possibles effets de bord.
Les clôtures peuvent aussi être implémentées à travers des objets de bibliothèques populaires telles que boost. Par exemple boost::function couplé de boost::bind permet d'implémenter une clôture. Des clôtures plus simples peuvent aussi être implémentées à travers boost::lambda.
Le concept de clôture est aussi présent dans la meta-programmation (programmation template), on en trouve beaucoup dans boost::mpl. Ceci s'explique du fait que la programmation en langage template se rapproche du paradigme fonctionnel.
Cependant par définition une clôture peut faire référence à son environnement direct, ici la gestion de ce modèle nécessiterait que l’instruction appelante transmette la portée de son propre environnement, par exemple par un passage de référence ou de pointeurs. Cela complique la syntaxe et rend dangereux leur utilisation en fonction de leur durée de vie. Il existe de telles clôtures dans boost::signals et libsigc++ qui sont capables de savoir quand la structure appelante est supprimée, évitant alors de potentielles violations d'accès.

### C#
En C# :
```
Func
<
int
,
 
int
>
 
ajouteur
(
int
 
nombre
)
 
{

    
return
 
valeur
 
=>
 
nombre
 
+
 
valeur
;

}

var
 
ajoute10
 
=
 
ajouteur
(
10
);

ajoute10
(
1
);

```

### C, C++, Objective-C
Le principe de fermeture a été introduit par Apple au travers des blocs qui sont une extension non standard du C disponible sur OS X à partir de la version 10.6 « Snow Leopard » et sur iOS à partir de la version 4.0 :
```
#include
 
<stdio.h>

#include
 
<Block.h>

typedef
 
int
 
(
^
AjouteBlock
)
 
(
int
);

AjouteBlock
 
ajouteur
 
(
int
 
nombre
)
 
{

    
return
 
Block_copy
(
 
^
 
int
 
(
int
 
valeur
)
 
{

        
return
 
valeur
 
+
 
nombre
;

    
});

}

int
 
main
(
void
)
 
{

    
AjouteBlock
 
ajoute10
 
=
 
ajouteur
(
10
);

    
printf
(
"%d"
,
ajoute10
(
1
));
 
// affiche 11

    
// Release the block

    
Block_release
(
ajoute10
);

    
return
 
0
;

}

```

Avec une extension du compilateur gcc, on peut utiliser les fonctions imbriquées pour émuler les closures. Cela fonctionne tant que l'on ne sort pas de la fonction contenante. Le code suivant est donc invalide (la variable nombre n'existe que dans la fonction ajouteur, et sa valeur est perdue après l'appel) :
```
#include
 
"stdio.h"

void
*
 
ajouteur
 
(
int
 
nombre
)

{

    
int
 
ajoute
 
(
int
 
valeur
)
 
{
 
return
 
valeur
 
+
 
nombre
;
 
}

    
return
 
&
ajoute
;
 
// l'operateur & est facultatif car en C le nom d'une fonction est un pointeur dit statique dessus

}

     

int
 
main
(
void
)
 
{

    

    
int
 
(
*
ajoute10
)(
int
)
 
=
 
ajouteur
(
10
);

    
printf
(
"%d"
,
 
ajoute10
(
1
));

    

    
return
 
0
;

}

```

### Common Lisp
En Common Lisp :
```
(
defun
 
ajouteur
 
(
nombre
)

    
(
lambda
 
(
valeur
)
 
(
+
 
nombre
 
valeur
)))

(
defvar
 
+10
 
(
ajouteur
 
10
))

(
funcall
 
+10
 
1
)

```

### Delphi
En Delphi :
```
type

    
TAjoute
 
=
 
reference
 
to
 
function
(
valeur
:
 
Integer
)
:
 
Integer
;

function
 
ajouteur
(
nombre
:
 
Integer
)
:
 
TAjoute
;

begin

    
Result
 
:=
 
function
(
valeur
:
 
Integer
)
:
 
Integer

    
begin

        
Result
 
:=
 
nombre
 
+
 
valeur
;

    
end
;

end
;

var

    
ajoute10
:
 
TAjoute
;

begin

    
ajoute10
 
:=
 
ajouteur
(
10
)
;

    
ajoute10
(
1
)
;
 
// renvoie 11

end
.

```

### Go
En Go :
```
func
 
ajouteur
(
nombre
 
int
)
 
func
(
int
)
 
int
 
{

    
return
 
func
(
valeur
 
int
)
 
int
 
{

        
return
 
nombre
 
+
 
valeur

    
}

}

ajoute10
 
:=
 
ajouteur
(
10
)

ajoute10
(
1
)

```

### Groovy
En Groovy, une fermeture se débute et se termine par une accolade. La fermeture ajouteur renvoie une fermeture anonyme :
```
def
 
ajouteur
 
=
 
{
 
nombre
 
->

    
return
 
{
 
valeur
 
->
 
nombre
 
+
 
valeur
 
}

}

def
 
ajoute10
 
=
 
ajouteur
(
10
)

ajoute10
(
1
)

```

### Haskell
En Haskell, la curryfication permet de générer des fermetures directement par application partielle des arguments :
```
ajouteur
 
nombre
 
valeur
 
=
 
nombre
 
+
 
valeur

ajoute10
 
=
 
ajouteur
 
10

ajoute10
 
1

```

Ou encore, étant donné que les opérateurs sont eux-mêmes des fonctions :
```
ajoute10
 
=
 
(
+
)
 
10

```

### Java
En Java :
```
static
 
Function
<
Integer
,
Integer
>
 
ajouteur
(
int
 
nombre
)
 
{

    
return
 
valeur
 
->
 
nombre
 
+
 
valeur
;

}

Function
<
Integer
,
Integer
>
 
ajoute10
 
=
 
ajouteur
(
10
);

ajoute10
.
apply
(
1
);

```

### JavaScript
En JavaScript :
```
let
 
ajouteur
 
=
 
nombre
 
=>
 
valeur
 
=>
 
nombre
 
+
 
valeur

let
 
ajoute10
 
=
 
ajouteur
(
10
);

ajoute10
(
1
);

```

### Lua
En Lua :
```
local
 
function
 
ajouteur
(
nombre
)

    
return
 
function
(
valeur
)

        
return
 
nombre
 
+
 
valeur

    
end

end

local
 
ajoute10
 
=
 
ajouteur
(
10
)

ajoute10
(
1
)

```

### OCaml
En OCaml, la curryfication permet de générer des fermetures directement par application partielle des arguments :
```
let
 
ajouteur
 
nombre
 
valeur
 
=
 
nombre
 
+
 
valeur
;;

let
 
ajoute10
 
=
 
ajouteur
 
10
;;

ajoute10
 
1
;;

```

Ou encore, étant donné que les opérateurs sont eux-mêmes des fonctions :
```
let
 
ajoute10
 
=
 
(+)
 
10
;;

```

### Perl
En Perl :
```
sub
 
ajouteur
 
{

    
my
 
$nombre
 
=
 
shift
;

    
return
 
sub
 
{
 
shift
()
 
+
 
nombre
 
};

}

my
 
$ajoute10
 
=
 
ajouteur
(
10
);

$ajoute10
->
(
 
1
 
);

```

### PHP
En PHP :
```
function
 
ajouteur
(
$nombre
)
 
{

    
return
 
function
(
$valeur
)
 
use
(
$nombre
)
 
{

        
return
 
$nombre
 
+
 
$valeur
;

    
};

}

$ajouter10
 
=
 
ajouteur
(
10
);

$ajouter10
(
1
);

```

Il est important de noter qu'en PHP, une fonction n'a pas accès aux variables de l'environnement où la fonction est déclarée. Pour ce faire il faut utiliser use($nombre) comme ci-dessus.

### Powershell
En PowerShell :
```
function
 
ajouteur
(
$nombre
)
 
{

    
{

        
param
(
$valeur
)

        
$nombre
 
+
 
$valeur

    
}.
GetNewClosure
()

}

$ajoute10
 
=
 
ajouteur
 
10

&
$ajoute10
 
1

```

### Python
En Python :
```
def
 
ajouteur
(
nombre
):

    
return
 
lambda
 
valeur
:
 
nombre
 
+
 
valeur

ajoute10
 
=
 
ajouteur
(
10
)

ajoute10
(
1
)

```

### R
En R :
```
ajouteur
 
=
 
function
(
nombre
){

    
return
(
function
(
valeur
)
 
nombre
 
+
 
valeur
)

}

 

ajoute10
 
=
 
ajouteur
(
10
)

ajoute10
(
1
)

```

### Ruby
En Ruby :
```
def
 
ajouteur
(
nombre
)

    
lambda
 
{
|
valeur
|
 
nombre
 
+
 
valeur
}

end

 

ajoute10
 
=
 
ajouteur
(
10
)

ajoute10
.
(
1
)

```

### Rust
En Rust, les fermetures capturent leur environnement en utilisant pour chaque variable le niveau de privilège le plus bas possible : par référence immuable, par référence mutable, ou enfin par valeur. Chaque fermeture possède un unique type anonyme. On décrit leur type générique à l'aide des traits (interfaces) Fn, FnMut et FnOnce selon que la fermeture prenne la capture par référence immuable, mutable ou par valeur respectivement.
Le mot-clé move permet de forcer la capture par valeur, par exemple lorsque la durée de vie de la fermeture risque d'excéder celle des variables. C'est le cas ici puisque nombre est alloué sur la pile.
On peut utiliser un type de retour générique (typage et surcharge statique et fermeture allouée sur la pile par défaut) :
```
fn
 
ajouteur
(
nombre
: 
i32
)
 
-> 
impl
 
Fn
(
i32
)
 
-> 
i32
 
{

    
move
 
|
valeur
|
 
nombre
 
+
 
valeur

}

let
 
ajoute10
 
=
 
ajouteur
(
10
);

ajoute10
(
1
);

```

### Scala
En Scala :
```
def
 
ajouteur
(
n
:
 
Int
)(
x
:
 
Int
)
 
=
 
(
x
 
+
 
n
)

def
 
ajoute10
 
=
 
ajouteur
(
10
)
_

ajoute10
(
1
)

```

### Scheme
Le concept de fermeture a été précisé dans l'article de Sussman et Steele de 1975 cité dans l'introduction, qui a présidé à la naissance du langage Scheme. Contrairement à celles de Lisp (qui implémente les fermetures en 1978 dans les machines Lisp du MIT en MacLisp), les fonctions sont en Scheme des valeurs de première classe.
```
(
define
 
(
ajouteur
 
n
)

    
(
lambda
 
(
x
)
 
(
+
 
x
 
n
)))

(
define
 
ajoute10
 
(
ajouteur
 
10
))

(
ajoute10
 
1
)

```

### Smalltalk
En Smalltalk :
```
ajouter
 
:=
 [ 
:
nombre
 
|
 [ 
:
valeur
 
|
 
nombre
 
+
 
valeur
 ] ]
.

ajouter10
 
:=
 
ajouter
 
value:
 
10
.

ajouter10
 
value:
 
1
.

```

### Swift
En Swift :
```
func
 
ajouteur
(
_
 
nombre
:
 
Int
)
 
->
 
(
Int
)
 
->
 
Int
 
{

    
return
 
{
 
nombre
 
+
 
$0
 
}

}

let
 
ajoute10
 
=
 
ajouteur
(
10
)

ajoute10
(
1
)

```

### CoffeeScript
En CoffeeScript :
```
ajouteur
 
=
 
(n) ->
 
(x) ->
 
x
 
+
 
n

ajoute10
 
=
 
ajouteur
 
10

ajoute10
(
1
)

```

### WLangage
En WLangage :
```
PROCEDURE Ajouteur(LOCAL ajout est un entier) : Procédure
    PROCEDURE INTERNE Ajoute(n)
    RENVOYER n+ajout
    FIN
RENVOYER Ajoute

soit Ajoute10 = Ajouteur(10)
Ajoute10(1)

```